# Хармиль
Хармиль (англ. Harmil) — необитаемый остров в Красном море, принадлежит Эритрее (восточная Африка). Входит в состав архипелага Дахлак. На острове находится небольшой аванпост ВМС Эритреи.
На острове обитает много редких и защищённых видов животных, а также эндемических видов растений.